# VG Chartz
VGChartzは、家庭用ゲーム機やゲームソフトの売上データを地域別かつ包括的に予想し公開しているウェブサイト。2005年にBrett Waltonによって設立された。

## 概要
現行世代機に加え、初代ファミリーコンピュータ世代まで遡ってデータを集計している。同時に、日本、米国、欧州におけるハード・ソフトの週単位の売上を包括的に予想し公開している。
出典とするデータは、世界各地の小売店や製造元のデータであり、それに基づき予想を行っている。日本国内のデータに関しては国内大手の第三者機関であるメディアクリエイトやエンターブレインのデータが手に入る場合はそれを使用しており、米国で最も権威があるデータとされているNPDグループのデータが発表された際には、それとの誤差を検証する記事が発表され、データの修正も行われる。これらの二国のように統合的なデータ集計を行っている機関のないEU構成国のデータについては、かなり信用性が落ちる事が懸念されている。
高級紙に引用されることもあるが、フォーラムなどでは引用すると信頼性に疑念が呈されることもあり、ゲーム情報サイト「Game Spot」内の記事においても、そのいい加減な手法が暴露されている。